# Episodi di CSI: NY (terza stagione)
La terza stagione della serie televisiva CSI: NY è stata trasmessa negli Stati Uniti dal 20 settembre 2006 al 16 maggio 2007 su CBS.
In Italia la stagione è stata trasmessa dal 14 settembre 2007 al 19 marzo 2008 su Italia 1.
| nº | Titolo originale               | Titolo italiano                       | Prima TV USA      | Prima TV Italia   |
| -- | ------------------------------ | ------------------------------------- | ----------------- | ----------------- |
| 1  | People With Money              | Gente coi soldi                       | 20 settembre 2006 | 14 settembre 2007 |
| 2  | Not What it Looks Like         | L'apparenza inganna                   | 27 settembre 2006 | 21 settembre 2007 |
| 3  | Love Run Cold                  | Un amore finito male                  | 4 ottobre 2006    | 28 settembre 2007 |
| 4  | Hung Out to Dry                | Miti greci                            | 11 ottobre 2006   | 5 ottobre 2007    |
| 5  | Oedipus Hex                    | Il tatuaggio                          | 18 ottobre 2006   | 12 ottobre 2007   |
| 6  | Open and Shut                  | Dietro l'obiettivo                    | 25 ottobre 2006   | 19 ottobre 2007   |
| 7  | Murder Sings The Blues         | Omicidio in blues                     | 1º novembre 2006  | 26 ottobre 2007   |
| 8  | Consequences                   | Conseguenze                           | 8 novembre 2006   | 2 novembre 2007   |
| 9  | And Here's to You, Mrs. Azrael | E questo è per te, angelo della morte | 15 novembre 2006  | 9 novembre 2007   |
| 10 | Sweet Sixteen                  | Dolce sedicenne                       | 22 novembre 2006  | 16 novembre 2007  |
| 11 | Raising Shane                  | La vendetta di Shane                  | 29 novembre 2006  | 20 novembre 2007  |
| 12 | Silent Night                   | Notte silenziosa                      | 13 dicembre 2006  | 23 novembre 2007  |
| 13 | Obsession                      | Ossessione                            | 17 gennaio 2007   | 27 novembre 2007  |
| 14 | The Lying Game                 | Il gioco delle bugie                  | 24 gennaio 2007   | 30 novembre 2007  |
| 15 | Some Buried Bones              | Ossa sepolte                          | 7 febbraio 2007   | 16 gennaio 2008   |
| 16 | Heart of Glass                 | Cuore di vetro                        | 14 febbraio 2007  | 23 gennaio 2008   |
| 17 | The Ride-In                    | Il viaggio                            | 21 febbraio 2007  | 30 gennaio 2008   |
| 18 | Sleight Out of Hand            | Giochi di prestigio                   | 28 febbraio 2007  | 6 febbraio 2008   |
| 19 | A Daze of Wine and Roaches     | Un caso diplomatico                   | 21 marzo 2007     | 13 febbraio 2008  |
| 20 | What Schemes May Come          | Incidente di percorso                 | 18 aprile 2007    | 20 febbraio 2008  |
| 21 | Past Imperfect                 | Passato imperfetto                    | 25 aprile 2007    | 27 febbraio 2008  |
| 22 | Cold Reveal                    | Dieci anni dopo                       | 2 maggio 2007     | 5 marzo 2008      |
| 23 | ... Comes Around               | La carta vincente                     | 9 maggio 2007     | 12 marzo 2008     |
| 24 | Snow Day                       | Giorno di neve                        | 16 maggio 2007    | 19 marzo 2008     |

## Gente coi soldi
- Titolo originale: People With Money
- Diretto da: Rob Bailey
- Scritto da: Pam Veasey e Peter M. Lenkov

### Trama
Mac, Bonasera, Monroe, Flack e il nuovo interesse amoroso di Mac, Peyton Driscoll indagano sull'omicidio di un venticinquenne, avvenuto dopo una proposta di matrimonio. Contemporaneamente Messer, Hawkes e la nuova arrivata, Jessica Angell, indagano sull'omicidio di una giovane benestante.
- Guest star: Michael Nouri
- Altri interpreti: Claire Forlani, Robert Joy, Emmanuelle Vaugier, A. J. Buckley, Jason Alan Smith, Sabine Singh, Heidi Moneymaker, John Brently Reynolds, Charity Rahmer

## L'apparenza inganna
- Titolo originale: Not What it Looks Like
- Diretto da: Duane Clark
- Scritto da: Peter M. Lenkov e Pam Veasey

### Trama
Bonasera, Messer, Monroe, Flack e Hawkes indagano sulla rapina in gioielleria commessa da tre ragazze vestite come Audrey Hepburn in Colazione da Tiffany, rubando anche dei diamanti grezzi che un uomo voleva smerciare nel negozio e con un cliente ucciso per errore. Quando una delle ladre viene uccisa e un'altra scompare, la squadra si rende conto che qualcuno possa vendicarsi. Intanto Mac e Angell indagano sull'omicidio della moglie di un consigliere comunale, sospettando proprio del marito.
- Altri interpreti: Claire Forlani, Robert Joy, Emmanuelle Vaugier, A.J. Buckley, Valerie Azlynn, Steve Cell, Andrea Bogart, Brad Schmidt

## Un amore finito male
- Titolo originale: Love Run Cold
- Diretto da: Tim Iacofano
- Scritto da: Timothy J. Lea

### Trama
Messer, Monroe e Flack indagano sull'omicidio di una modella e testimonial di una marca di vodka, avvenuta durante una serata per promuovere il prodotto di vodka. Intanto, Mac, Bonasera e Hawkes indagano sull'omicidio di un uomo d'affari avvenuto durante la maratona di New York, ucciso con una bomboletta a pressione che conteneva monossido di carbonio. Nel frattempo, Messer ha dei sentimenti verso Monroe che non si sente pronta per una relazione.
- Altri interpreti: Robert Joy, Matt Carmody, Shane Johnson, Chris Meyer, Michelle Pierce, Lori Rom, Marcus A. York

## Miti greci
- Titolo originale: Hung Out to Dry
- Diretto da: Anthony Hemingway
- Scritto da: Zachary Reiter

### Trama
Durante la festa di una confraternita, una giovane ragazza viene ritrovata decapitata con indosso una maglietta raffigurante l'Idra a sette teste. Pochi giorni più tardi, troveranno il corpo di un buttafuori, senza occhi e con una maglietta raffigurante Argos, il guardiano di Zeus. Si scoprirà che entrambe le vittime ebbero a che fare col processo di un uomo, forse ingiustamente condannato a 25 anni di reclusione per omicidio, che si è poi impiccato nella sua cella. Suo fratello sta cercando di vendicarlo, lanciando messaggi criptici attraverso le magliette da lui fabbricate. Alla fine dell'episodio, dopo essere stato arrestato, Lindsay annuncia a Mac e Stella che l'uomo è riuscito a scappare.
- Guest star: Edward Furlong
- Altri interpreti: Robert Joy, Chris Engen, Johnathan Tchaikovsky

## Il tatuaggio
- Titolo originale: Oedipus Hex
- Diretto da: Scott Lautanen
- Scritto da: Anthony E. Zuiker & Ken Solarz

### Trama
Messer, Monroe e Hawkes indagano sull'omicidio di una ragazza punk avvenuta in un vicolo vicino al locale dove si era appena esibita in uno spettacolo con il gruppo delle “Ragazze Suicidio”. Intanto Mac e Bonasera indagano sull'omicidio di un giocatore di basket, che era appena uscito dal tunnel della droga.
- Altri interpreti: Allison Miller, Robert Joy, Mary-Margaret Humes, A.J. Buckley, Pancho Demmings, Natashia Williams, Hector Atreyu Ruiz, Jayson Blair

## Dietro l'obiettivo
- Titolo originale: Open and Shut
- Diretto da: Joe Ann Fogle
- Scritto da: Wendy Battles

### Trama
Mac e la sua squadra indagano sulla morte di una receptionist avvenuta durante un servizio per i costumi da bagno, ma durante i primi rilevamenti, si sentono degli spari provenire dall'edificio accanto. Sulla seconda scena del crimine ci sono due uomini morti, La moglie di uno delle due vittime racconta di aver sparato a un'altra vittima, un autista di limousine un po' squilibrato, perché il marito aveva preso a martellate il marito. Stella prende a cuore il caso, difendendo la donna dalle accuse di Lindsay, perché le ricorda l'aggressione che lei stessa ha ricevuto da parte del suo ex fidanzato.
- Altri interpreti: Robert Joy, A. J. Buckley, Dedee Pfeiffer, Lindy Booth, Jill Latiano, Hal Ozsan, Angela Sarafyan

## Omicidio in blues
- Titolo originale: Murder Sings the Blues
- Diretto da: Oz Scott
- Scritto da: Sam Humphrey

### Trama
Mac, Monroe e Hawkes indagano sull'omicidio di una tossicodipendente avvenuta su un vagone della metropolitana, ma scoprono che sulla metro venivano organizzate feste in cui circolava liberamente alcool e ogni tipo di droga. Quando Mac scopre che Sheldon conosceva la vittima, si arrabbia con lui per non averglielo detto e lo solleva dal caso. Nel frattempo, Messer, Bonasera e Flack indagano sull'omicidio dello scapolo più ambito di New York, trovato cadavere nella sua vasca idromassaggio, ma sospettano di una cameriera recentemente licenziata.
- Altri interpreti: Nikki Deloach, Jeremy Luke, Meghan Markle, Austin Peck, Mark Totty

## Conseguenze
- Titolo originale: Consequences
- Diretto da: Rob Bailey
- Scritto da: Pam Veasey

### Trama
Mac e la sua squadra indagano sull'omicidio di un campione di paintball, ma scoprono presto che il suo rivale, con il quale si trovava di fronte ad un deathmatch, è scomparso. Intanto Stella si accorge che qualcuno la sta seguendo da ormai una settimana, ma quando Mac riesce a catturare il pedinatore si rendono conto che c'è stato uno sbaglio. Il ragazzo, Reed Garrett, pensava che Stella fosse sua madre biologica, ma in realtà la vera madre di Reed è Claire Conrad Taylor, la moglie defunta di Mac, che è rimasta incinta giovanissima e ha dato il figlio in adozione.
- Altri interpreti: Robert Joy, A. J. Buckley, Kyle Gallner, Erin Chambers, Christian Monzon, Greg Siff

## E questo è per te, angelo della morte
- Titolo originale: And Here's to You, Mrs. Azrael
- Diretto da: David von Ancken
- Scritto da: Peter M. Lenkov

### Trama
Mac e la sua squadra indagano sull'omicidio di una ragazza, avvenuta in ospedale cinque giorni dopo che aveva avuto un terribile incidente con la quale era finita in coma e la sua amica era morta sul colpo. Hawkes, ha un aspro confronto con il suo ex capo dello staff dell'ospedale, ricordandogli che aveva lasciato il lavoro da medico per diventare medico legale.
- Guest star: Robert Joy
- Altri interpreti: Sam Anderson, A.J. Buckley, Mel Harris, Sheryl Lee, Richard Tyson, Mark Colson, Michael Grant Terry

## Dolce sedicenne
- Titolo originale: Sweet Sixteen
- Diretto da: David Jackson
- Scritto da: Ken Solarz

### Trama
Mac, Messer e Flack indagano sulla morte di un paracadutista, dovuta al fatto che il suo paracadute è stato danneggiato da uno stormo di piccioni. Le indagini conducono al cadavere di un addestratore di piccioni. Nel frattempo, Bonasera e Monroe indagano sull'omicidio di un uomo avvenuta durante la festa di compleanno di sua figlia. Concluso il caso, Mac decide di andare a far visita a Reed, il figlio illegittimo che sua moglie Claire aveva avuto da adolescente, e gli lascia delle foto di lei cosicché Reed possa custodire il ricordo della madre biologica.
- Altri interpreti: Robert Joy, Kyle Gallner, Stacy Haiduk, John Wesley Shipp, Gino Montesinos, Lela Loren, Josie Divincenzo, Erik Scott Smith

## La vendetta di Shane
- Titolo originale: Raising Shane
- Diretto da: Christine Moore
- Scritto da: Zachary Reiter e Pam Veasey

### Trama
Mac e la squadra indagano sull'omicidio di una barista e i sospetti dell'omicidio ricadono su Hawkes. Mac e la sua squadra cercano le prove per scagionarlo e si mettono sulle tracce di una vecchia conoscenza, che cerca ancora vendetta per la morte di suo fratello, suicidatosi dopo essere stato accusato di un omicidio simile avvenuto in un bar e condannato per questo a 25 anni. Durante il processo di Ian, conclusosi in 15 minuti, aveva testimoniato anche Sheldon per la sua colpevolezza. Il fratello, dopo aver fatto in modo che le prove dell'omicidio della barista ricadessero su Sheldon, si mette in contatto con Mac per fargli trovare le prove che scagionino suo fratello. Infine Danny, dopo aver provato che il suicida era davvero colpevole di quell'omicidio, riesce ad arrestare il fuggiasco mentre Sheldon viene rilasciato.
- Guest star: Robert Joy, Edward Furlong
- Altri interpreti: Claire Forlani, Emmanuelle Vaugier, Carmen Argenziano, John Kapelos, Ilia Volok, Sean Blakemore, Anthony Giangrande

## Notte silenziosa
- Titolo originale: Silent Night
- Diretto da: Rob Bailey
- Scritto da: Peter M. Lenkov e Sam Humphrey, Anthony E. Zuiker

### Trama
Mac, Hawkes e Monroe indagano sull'omicidio di una diciannovenne sorda. La madre, anch'essa sorda, era nella stanza accanto al momento del delitto e ha percepito lo sparo attraverso le vibrazioni nel legno del pavimento. Messer e Bonasera indagano contemporaneamente sull'omicidio di una giovane promessa del pattinaggio artistico. Il passato di Lindsay torna a tormentarsi per quello che era successo anni prima quando le sue tre amiche sono state massacrate e uccise da uno sconosciuto insieme a una cameriera.
- Guest star: Marlee Matlin, Robert Joy
- Altri interpreti: Claire Forlani, Sasha Cohen, Troy Kotsur, Russell Harvard, Jerry Ferris, Greg Zola, Garrett Strommen

## Ossessione
- Titolo originale: Obsession
- Diretto da: Jeffrey Hunt
- Scritto da: Jeremy Littman

### Trama
Mac, Bonasera e Monroe indagano sull'omicidio di un'agente immobiliare avvenuto in un appartamento che doveva vendere. Mentre Messer, Hawkes e Angell indagano sull'omicidio di un uomo, ritrovato seminudo in un carrello della spesa, mentre stava partecipando a una gara sulla neve, in cui vince la squadra che riesce a superare gli scherzi degli avversari e portare il carrello a destinazione.
- Altri interpreti: Robert Joy, Ryan McPartlin, Emmanuelle Vaugier, A.J. Buckley, Chad Morgan, Whitney Able, Griff Furst, Alayna Corrick, Brad Pennington, Stephanie Turner

## Il gioco delle bugie
- Titolo originale: The Lying Game
- Diretto da: Anthony Hemingway
- Scritto da: Wendy Battles

### Trama
Mac, Hawkes e Flack indagano sull'omicidio di una transessuale, che viene trovata morta nei bagni di un hotel, e sospettano di un membro del congresso e che grazie al suo potere e a quello del denaro non è mai stato accusato dello stupro della sorella della vittima. Invece Messer e Bonasera indagano di trovato all'interno di un camion. Nel frattempo, Lindsay deve tornare in Montana per testimoniare al processo dell'uomo che dieci anni prima aveva ucciso le sue amiche e la cameriera della tavola calda, in quanto Lindsay era testimone del delitto e unica sopravvissuta.
- Altri interpreti: Robert Joy, Candis Cayne, Rick Ravanello, Ben Parrillo, Brad Raider, Alicia Ziegler, Ryan Bittle, Jim Devoti, Robert Merrill, Terasa Livingston, William Belli Peppermint

## Ossa sepolte
- Titolo originale: Some Buried Bones
- Diretto da: Rob Bailey
- Scritto da: Noah Nelson

### Trama
Mac e Hawkes indagano sull'omicidio di uno studente e scoprono che la vittima si faceva pagare per sostenere gli esami al posto di altri. Intanto, Bonasera e Messer indagano sull'omicidio di un vigilante che aveva scoperto che una commessa e un ex detenuto, addetto alla manutenzione, avevano trovato il modo per leggere i dati delle carte di credito delle clienti.
- Guest star: Nelly Furtado
- Altri interpreti: Robert Joy, A.J. Buckley, Emmanuelle Vaugier, Kyle Gallner, Matt Barr, Logan Bartholomew, Sarah Christine Smith, Scott Kinworthy

## Cuore di vetro
- Titolo originale: Heart of Glass
- Diretto da: David Jackson
- Scritto da: Bill Haynes e Pam Veasey

### Trama
Mac e la sua squadra indagano sull'omicidio di un titolare di un'etichetta discografica, trovato cadavere nel suo lussuoso appartamento, coperto da frammenti di vetro. Accidentalmente, Stella si ferisce il braccio con un frammento di vetro coperto dal sangue della vittima, che si scopre poi essere sieropositiva.
- Guest star: Robert Joy
- Altri interpreti: Claire Forlani, A.J. Buckley, Emmanuelle Vaugier, Ashley Jones, Brooklyn Sudano, Jason Olive, Brian Hallisay, Justin Hartley, Rachel Perry, Bar Paly

## Il viaggio
- Titolo originale: The Ride-In
- Diretto da: Steven DePaul
- Scritto da: Peter M. Lenkov

### Trama
Mac, Hawkes e Monroe indagano sull'omicidio di un truffatore, dai mille volti e nomi falsi, dopo un'operazione allo stomaco per dimagrire e cambiare aspetto, che aveva contratto un virus che lo ha condotto alla pazzia: credendo di essere Noè e aveva costruito un'arca per salvare chiunque abbia da pagare centomila dollari. Invece Bonasera e Messer indagano sull'omicidio di un impiegato nell'ufficio marketing di una grossa compagnia di tabacco, travestito da sigaretta, che protestava contro il fumo. Durante il caso, Sid ingerisce qualcosa a cui è allergico e va in shock anafilattico; a trovarlo è Stella che gli salva la vita facendogli la respirazione bocca-a-bocca. Stella, però, dopo essere venuta a contatto con il sangue di un sieropositivo, ha paura di aver in qualche modo contagiato Sid sebbene l'esito del suo test fosse negativo.
- Guest star: Robert Joy
- Altri interpreti: Judd Nelson, Jodi Lyn O'Keefe, A.J. Buckley, Christian Campbell, Jennifer O'Dell, Cedric Pendleton, Brianna Lynn Brown

## Giochi di prestigio
- Titolo originale: Sleight Out of Hand
- Diretto da: Rob Bailey
- Scritto da: John Dove e Zachary Reiter

### Trama
Mac e la sua squadra indagano sull'omicidio di una donna, trovata tagliata a metà nella scatola di legno, e lavorava anche per un grande illusionista, che segue le orme del mitico Houdini. Intanto Messer raggiunge Monroe in Montana, impegnata a testimoniare nel processo di un uomo accusato di omicidio di primo grado per la morte di quattro persone, tra cui le tre amiche di Lindsay.
- Altri interpreti: Robert Joy, Criss Angel, Alan Smyth, Jamison Jones, Nick Kiriazis

## Un caso diplomatico
- Titolo originale: A Daze of Wine and Roaches
- Diretto da: Oz Scott
- Scritto da: Daniele Nathanson e Timothy J. Lea

### Trama
Mac, Bonasera e Hawkes indagano sull'omicidio di un'insegnante di francese, avvenuta durante un grande evento di beneficenza al consolato francese, dove gli ospiti indossano costumi ispirati alla “Rivoluzione Francese”, dove la vittima aveva interpretato Maria Antonietta sulla ghigliottina. Mac, Bonasera e Hawkes accorrono per il sopralluogo, ma trattandosi di un consolato, l'ispettore Gerrard impedisce alla scientifica di prelevare il corpo, ma Mac finalmente riesce a superare i cavilli burocratici l'autopsia rivela che la causa della morte è una nuova sostanza tossica non rilevabile, probabilmente ancora in fase di sperimentazione. Nel frattempo, Messer e Monroe indagano sull'omicidio di un noto chef, trovato nella sua cantina durante l'inaugurazione di un suo nuovo ristorante. Mentre i due eseguono i primi rilievi, dalla bocca dello chef esce uno scarafaggio ricoperto di pietre preziose.
- Altri interpreti: Robert Joy, A.J. Buckley, Carmen Argenziano, Shailene Woodley, James Black, Ross Gibby, Reynaldo Valentin, Eli Goodman, Christopher Maleki

## Incidente di percorso
- Titolo originale: What Schemes May Come
- Diretto da: Christine Moore
- Scritto da: Bruce Zimmerman

### Trama
La squadra investigativa è impegnata nelle indagini di tre diversi delitti, tutti e tre sono maschi. La prima vittima è un uomo vestito da cavaliere che muore impalato da una lancia vicino a una fontana a Central Park, del caso si occupa Bonasera. Il secondo uomo è stato ritrovato morto in una suite lussuosa, legato al letto e pugnalato da un punteruolo da ghiaccio. Le indagini sono affidate a Monroe e Hawkes. I due casi si rivelano essere collegati tra loro quando si scopre che entrambe le vittime erano malate di cancro all'ultimo stadio. Il terzo cadavere, invece, è stato rubato mentre veniva portato al laboratorio, durante l'aggressione Peyton rimane lievemente ferita al volto. Il corpo dell'uomo viene ritrovato in un fiume, solo quando lo recuperano scoprono che l'uomo non era affatto morto, bensì è ancora vivo. Mac e Peyton, indagando sul caso, riescono a risolvere questo dilemma: l'uomo faceva parte di un esperimento sul congelamento umano e viene riportato in vita dai suoi amici scienziati.
- Guest star: Robert Joy
- Altri interpreti: Claire Forlani, Fiona Gubelmann, Chris Payne Gilbert, Terrell Gilford, Quincy Dunn-Baker, Ryan Doom

## Passato imperfetto
- Titolo originale: Past Imperfect
- Diretto da: Oz Scott
- Scritto da: Wendy Battles

### Trama
In seguito all'arresto del collega di Flack per possesso di cocaina proveniente da un sequestro di droga, i suoi casi vengono riaperti e un serial killer viene rimesso in libertà. Mac comincia a sentirsi in colpa quando una donna viene trovata strangolata con le palpebre tagliate, stesso modus operandi che usava il killer per uccidere le sue vittime. Durante le indagini, arriva sulla scena del crimine un ragazzo che sostiene di essere quasi stato ucciso. Il ragazzo, entrato in coma all'ospedale, è stato avvelenato dalla micidiale ricina. Mentre Bonasera apprende da Adam l'esito negativo del suo test per l'HIV, la squadra riesce a inchiodare il serial killer e a salvare un'altra ragazza che era stata rapita. Nell'ultima scena, il killer cade ammanettato dal tetto di un palazzo e si schianta su una macchina della polizia; affacciato oltre il bordo del tetto, c'è Mac che guarda la scena.
- Altri interpreti: Robert Joy, A.J. Buckley, Carmen Argenziano, Joey Lawrence, Mark Kiely, Pasha Lychnikoff, William Gregory Lee, Amy Davidson, Scot Davis

## Dieci anni dopo
- Titolo originale: Cold Reveal
- Diretto da: Marshall Adams
- Scritto da: Pam Veasey e Sam Humphrey

### Trama
In una chiesa, viene trovato il cadavere di un ragazzo vestito da angelo. Le indagini della scientifica portano a una sconvolgente verità: il ragazzo si è lanciato dal tetto di un edificio per vincere il concorso di un sito internet. Mentre Mac viene sottoposto a un'indagine interna per la morte del serial killer, il detective della Omicidi di Philadelphia Scotty Valens si presenta al laboratorio per risolvere un delitto di dieci anni prima. Sulla nuova prova scoperta dall'FBI, è stato ritrovato il DNA di Stella.
- Guest star: Danny Pino, Mykelti Williamson
- Altri interpreti: Robert Joy, A.J. Buckley, Carmen Argenziano, Joey Lawrence, Sandra Nelson, Annika Peterson, John Patrick Amedori, Bruce Nozick, Casey Adams
- Nota: L'episodio è un crossover con la serie Cold Case - Delitti irrisolti.

## La carta vincente
- Titolo originale: ... Comes Around
- Diretto da: Rob Bailey
- Scritto da: Zachary Reiter, Bill Haynes, Pam Veasey e Daniele Nathanson

### Trama
La squadra della scientifica indaga sulla morte di un uomo, ospite imbucato all'addio al nubilato della sua promessa sposa. Nell'omicidio sembra essere coinvolta una stella del tennis. Mac si convince che l'indagine condotta dagli uomini degli Affari Interni sia il risultato di alcune pressioni poste in essere dai media. I suoi amici e colleghi lo aiutano a salvarsi la carriera.
- Guest star: Mykelti Williamson, John McEnroe
- Altri interpreti: Claire Forlani, Carmen Argenziano, Joey Lawrence, Heather Mazur, Whitney Anderson, Neal Bledsoe, Michael King, Lacey Beeman, Nick Ballard

## Giorno di neve
- Titolo originale: Snow Day
- Diretto da: Duane Clark
- Scritto da: Peter M. Lenkov e Pam Veasey

### Trama
Dopo che Flack e i suoi hanno fermato uno dei più grossi carichi di contrabbando di droga, alcuni degli spacciatori fuggiti all'arresto entrano nel laboratorio, dove era stata portata la cocaina, e fingono una fuga di gas. Tutti lasciano l'edificio tranne Mac, Stella e Sheldon. Intanto Danny e Lindsay hanno passato la notte insieme. Danny si sveglia e lascia un messaggio a Lindsay, dicendole che si scambiano i turni e di godersi il suo giorno di vacanza. Danny, dopo aver avvisato Mac dello scambio di turni, si reca sul luogo della retata dove Adam lo aspetta per analizzare la scena, ma una volta arrivato viene aggredito da due uomini armati. I due colpiscono Danny e lo fanno salire sotto tiro su camion, dove ci sono anche Adam e altri due poliziotti. Nel frattempo, Mac, Stella e Sheldon sono rimasti intrappolati al laboratorio e devono al contempo avvisare la polizia e cercare di fermare gli uomini del contrabbando, sfruttando il fatto che giocano in casa. Alla fine, riescono a uscire tutti sani e salvi, mentre il capo della banda muore nell'esplosione di una bomba creata di Mac. Quando la polizia arriva sul luogo del retata, Danny e Adam sono già riusciti a sconfiggere i loro rapitori. Nell'ultima scena dell'episodio, Mac annuncia a Flack, Stella e Sheldon che parte per Londra con Peyton.
- Guest star: Robert Joy
- Altri interpreti: Claire Forlani, A.J. Buckley, Shane Brolly, Tom Archdeacon